# Сікора Любомир Миколайович
Любомир Миколайович Сікора (нар. 31 серпня 1945, с. Нижні Гаї, Дрогобицький район — 27 вересня 2024, с. Нижні Гаї, Дрогобицький район) — український інженер-конструктор, винахідник, громадський діяч, науковець, голова товариства «Бойківщина» та голова ВГО «Бойківське етнологічне товариство», редактор, член Українського геральдичного товариства, автор художніх робіт.

## Біографія
Народився 31 серпня 1945 року у селі Нижні Гаї Львівської області.
Вищу освіту здобув на факультеті технології машинобудування Львівський політехнічний інститут. Працював інженером-конструктором, начальником конструкторсько-технологічного бюро Дрогобицький завод автомобільних кранів. Має винаходи в галузі гідравліки, механіки і пасічництва.
З 1990 по 1992 роки був першим заступником голови Дрогобицького райвиконкому. Член головної ради Товариства української мови ім. Тараса Шевченка (згодом — Товариства «Просвіта») та член президії. Засновник часопису «Провісник», «Бойки» (1992), «Франковий край», «Бойків світ», наукового збірника «Бойківщина» (2003), видавництва «Бескид». Один із засновників Малої академії мистецтв для  обдарованих дітей Бойківщини (село Підбуж на Дрогобиччині), ініціатор створення меморіально-ландшафтного заповідника «Нагуєвичі» та Центру франкознавства у селі Нагуєвичі. Саме завдяки його старанням в Літературно-меморіальному музеї І. Франка діє унікальна експозиція переданих ним стародруків, рідкісних книжок XVII-XIX сторіччя з Німеччини, Франції, Польщі, Чехії та інших країн Європи.
Помер 27 вересня 2024 року.

## Редакційна діяльність
- Редактор часопису «Провісник» (1992—1994),
- редактор часопису «Бойки»(1992-понині),
- головний редактор наукового збірника «Бойківщина» (2002-понині),
- співголова редакційної колегії наукового збірника «Етногенеза хорватів і Україна» (2013).[8],
- шеф-редактор аналітичного додатку до газети «Франковий край» — «Бойків світ»,
- член редколегії журналу «Літопис Бойківщини»,
- шеф-редактор циклу культурологічних та богословських бесід НКТ «Бойківщина» та Українського Богословського Наукового Товариства.

## Наукові праці
- Кирій В., Сікора Л. Етногенеза арійських та доіндоєвропейських народів: історико-етнологічне дослідження / Віктор Кирій, Любомир Сікора. — Львів, 2012. — 842 с. — ISBN 978-966-441-276-3
- Кирій В., Сікора Л., Етногенеза субетносу бойків у контексті етнокультурних реалій давньої історії Європи, Дрогобич, 2009
- Кирій В., Сікора Л., Дописемний період села Гаї Нижні. Етногенеза бойків, Дрогобич, 2010.
- Кирій В., Сікора Л., Велесова книга — аргументи «за» і «проти». Дрогобич, 2010
- Кирій В., Сікора Л., Давня Русь — неоміфи і реалій. Дрогобич, 2010.
- Кирій В., Сікора Л., Символіка сімки в прадавніх культурах. Таємниця ексмпейського казана. Дрогобич, 2010.
- Кирій В., Сікора Л., Кельтське походження гуннів та антів. Дрогобич, 2012
- Кирій В., Сікора Л., Етногенеза русинів. Дрогобич, 2014 (на правах рукопису)
- Сікора Л. Символіка села Гаї Нижні. Дрогобич, 2012
- Сікора Л. Символіка села Гаї Біничі. Дрогобич, 2012
- Сікора Л. Символіки «Дрогобицького району» (у співавторстві),2007
- Сікора Л. Символіка КС «Бойківщина»,1995
- Сікора Л. Символіка НКТ «Бойківщина», 1992
- Сікора Л. Символіка ВГО «Бойківське етнологічне товариство», 2012

Наукові статті:
- Радевич-Винницький Я., Сікора Л. Проблема консолідації українців Карпатського регіону: один із шляхів її розв'язання, 2002
- Кирій В., Сікора Л., Предки бойків у третьому тисячолітті н. е. — населення археологічної культури дзвонеподібних кубків, 2013[9]
- Кирій В., Сікора Л., Етногенеза субетносу бойків у контексті етнокультурних реалій давньої історії Європи,2013[9]
- Кирій В., Сікора Л., Джерело Апостола Павла на Рожнятівщині, 2013[9]
- Кирій В., Сікора Л., Про походження гуцулів, 2013[9]
- Кирій В., Сікора Л., Дописемний період с. Гаї Нижні (спроба реконструкції), 2013[9]
- Кирій В., Сікора Л., Дохристиянські міфологічні персонажі у бойківських фраземах записані у с. Гаї Нижні, 2013[9]
- Сікора Л. Пан і козопас (розмова злого духа з козапасом)[9]
- Сікора Л., Пецкович О. Фонетична транскрипція оповідки «Пан і козопас»[9]
- Сікора Л., Пецкович О. Тучин-Козир Н., Кирій В. Фраземи, сталі порівняння, приказки і примовки з оповідки «Пан і козопас»[9]
- Сікора Л., Пецкович О. Козир Н. Словник діалектних слів до оповідки «Пан і козопас»[9]
- Сікора Л. «Хто кого»[9]
- Сікора Л., Пецкович О. Фонетична транскрипція оповідки «Хто кого»[9]
- Сікора Л., Пецкович О. Турчин-Козир Н., Кирій В. Фраземи, сталі порівняння, приказки і примовки з оповідки «Хто кого»[9]
- Сікора Л., Пецкович О. Турчин-Козир Н. Словник діалектних слів до оповідки «Хто кого»[9]
- Сікора Л. Слово про помічну воду[9]
- Сікора Л., Пецкович О. Фонетична транскрипція в оповідки у «Слово про помічну воду»[9]
- Сікора Л., Пецкович О. Тучин-Козир Н., Кирій В. Фраземи, сталі порівняння, приказки і примовки з оповідки про «Помічну воду»[9]
- Сікора Л., Пецкович О. Тучин-Козир Н. Словник діалектних слів до оповідки «Слово про помічну воду»[9]
- Кирій В., Сікора Л. Етногенеза хорватів в контексті індоєвропейської спільності, 2011[9]
- Ще раз про 70-у річницю трагічних подій на Волині[10]